# Papyrus 44
Papyrus 44 (nach Gregory-Aland mit Sigel {\displaystyle {\mathfrak {P}}}44 bezeichnet) ist eine frühe griechische Abschrift des Neuen Testaments. Dieses Papyrusmanuskript stammt aus einem Lektionar und enthält Matthäus 17,1–3.6–7; 18,15–17.19; 25,8–10 und Johannes 9,3–4; 10,8–14; 12,16–18. Mittels Paläographie wurde es auf das 6. oder 7. Jahrhundert datiert.
Der griechische Text des Kodex repräsentiert den Alexandrinischen Texttyp. Aland ordnete ihn in Kategorie II ein.
Das Manuskript stammt aus dem Epiphanius-Kloster in der Nähe von Theben West in Ägypten. Es befindet sich derzeit in New York, im Metropolitan Museum of Art unter der Inventarnummer 14.1.527.